# Lipsothrix yakushimae
Lipsothrix yakushimae là một loài ruồi trong họ Limoniidae. Chúng phân bố ở miền Cổ bắc.